# Среднее Куйто
Сре́днее Ку́йто (Ку́нто) (фин. Keski-Kuittijärvi) — российское озеро в Калевальском районе Республики Карелия. Входит в группу озёр Куйто бассейна реки Кемь. Площадь поверхности — 275,7 км², площадь водосборного бассейна — 9730 км². Высота над уровнем моря — 101,3 м.

## Общие сведения
Озеро вытянуто с северо-запада на юго-восток. Южный берег низкий, заболоченный, северный — высокий, скалистый. Рельеф дна неровный, есть скалы, луды, гряды. Дно покрыто отложениями озёрной руды. Цвет воды светло-коричневый. Высшая водная растительность представлена тростником и осокой в заливах.
Основной приток осуществляется водами соседнего озера Верхнее Куйто через протоку Ельмане. Сток в озеро Нижнее Куйто — через пролив Луусалми.
Крупнейшие острова: Кюляниемисуари (6,3 км²), Урнашари (4,66 км²), Тойнен-Ухутсари (1,45 км²), Пурнусуари, Кормушсари, Варнасуари, Муштасуари (всего 39 островов общей площадью 17,4 км²).
В озере обитают ряпушка, плотва, щука, окунь, сиг, ёрш.
На северном берегу находится районный центр — посёлок Калевала (Ухта), на северо-восточном — посёлок Куусиниеми.

## История судоходства
Первый пароход на Куйто появился в 1923 году. В 1930—1940-х годах пассажиров перевозили также моторные лодки. С 1947 года на озере на линии Ухта-Юряхма-Юшкозеро работали моторный катер «Совет» и мотокатер № 3 Управления по транспортному освоению рек и озёр Карело-Финской ССР. С 1951 года пассажиров перевозили катера местных леспромхозов. С 1958 года водные линии стало обслуживать Беломорско-Онежское пароходство. На линии стали ходить катер «Сиг» и мотокатер № 8. В 1959 году открыты линии Ухта — Алозеро, Ухта — Тялма.
В 1960 году катер «А. Перттунен» совершал рейсы от пристани Калевала до пристаней Карманга, Кизрека, Луусалми, Киити. Катер «Архип Пертунен» затонул 15 августа 1961 г., погибло два члена команды. С 1961 года на линии Ухта-Кенто-Луусалми работал МРБ 20/3. С 1970-х годов на этой линии работал катер «Судак» проекта Р-376, способный перевозить до 20 пассажиров. (25 апреля 1969 г. был переименован в «Калевалу»). В 1990-х годах этот катер был передан пароходством леспромхозу, однако экономически пассажирские перевозки по озеру оказались невыгодны и рейсы были прекращены.
Также на озере работали рыболовецкие суда, сухогрузы типа «Кижи».

## Бассейн
Кроме озёр бассейна рек, втекающих в Среднее Куйто, бассейну последнего также принадлежат озёра:
- Норвиярви
- Роутаярви
- Коптиярви
- Чикша
- Кешкема
- Шяркилампи
- Шяркилампи
- Чирппаярви
- Верхняя Елданка
- Большое Кис-Кис

Код объекта в государственном водном реестре — 02020000811102000004623.